# Kapellebrug
Kapellebrug (51° 15′ N, 4° 04′ L) é uma cidade dos Países Baixos, na província de Zelândia. Kapellebrug pertence ao município de Hulst, e está situada a 31 km a sudoeste de Bergen op Zoom.
Em 2001, a cidade de Kapellebrug tinha 128 habitantes. A área urbana da cidade é de 0.14 km², e tem 67 residências.
A área de Kapellebrug, que também inclui as partes periféricas da cidade, bem como a zona rural circundante, tem uma população estimada em 330 habitantes.